# Afikim
Afikim, selten auch Afiqim (hebräisch אֲפִיקִים Afīqīm), ist ein Kibbuz in Nordisrael, der zum Regionalverband ʿEmeq haJarden gehört. Er liegt drei Kilometer südlich vom See Genezareth und hatte 2018 1494 Einwohner.
Der Kibbuz zählt zu den ersten Kibbuzim der Kibbuzbewegung und wurde von überwiegend russischen Immigranten erbaut. Der Kibbuz zählt heute zu den drei größten des Landes.

## Etymologie
Der Name Afikim heißt übersetzt Flusstäler und bezieht sich auf den Jordan und seinen Zufluss, den Jarmuk, wurde aber gleichzeitig der Bibel, Hesekiel 34,13 entnommen: „Ich führe sie auf die Weide in den Flusstälern.“

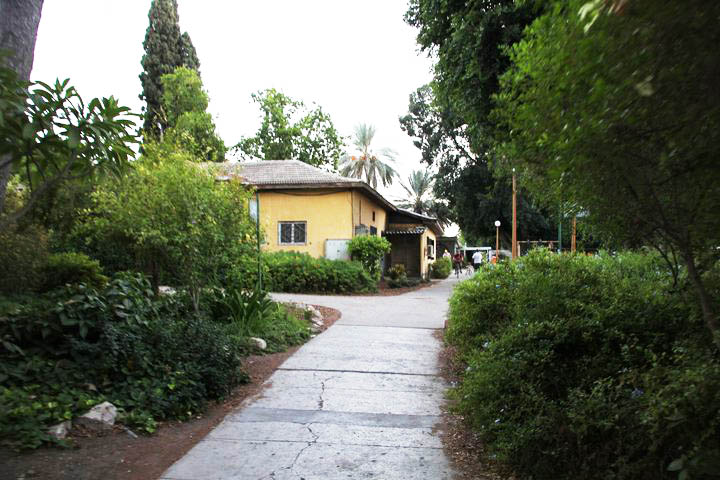
Pfad im Wohngebiet von Afikim

## Geschichte
Russische Juden, die sich im Zuge der HaSchomer haZaʿir Kibbuzbewegung in den Golanhöhen befanden, errichteten 1932 den Kibbuz Afikim. Aufgrund der besonderen Lage in einem der fruchtbarsten Teile Israels zog der Kibbuz immer mehr Mitglieder an und zählte schnell zu den größten Kibbuzim des Landes.
Während des Palästinakrieges 1948 wurde der Kibbuz häufig als Basisstützpunkt gegen irakischen und syrischen Beschuss genutzt. Außerdem war der Kibbuz großer Vertreter der Palmachaktivität. Kurz darauf war der Kibbuz Trainingslager für Nachal, der kämpfenden Pionierjugend. Der Kibbuz wurde bald zum Unterstützer der zionistischen Arbeitspartei „Mifleget Poʿalei Eretz Israʾel“ mit Kurznamen Mapai. Stephen Spender schildert die Lebensverhältnisse im Jahr 1953 und Otto Küster im Jahr 1956.
Im Jahre 1977 beherbergte der Kibbuz 66 Flüchtlinge des Vietnamkrieges. Die gesamte Unternehmensstruktur des Kibbuz wurde 2004 vollständig privatisiert.

## Wirtschaft
Die Landwirtschaft des Kibbuz beinhaltet den Anbau von Bananen, Datteln, Zitrusfrüchten und einigen anderen tropischen Früchten. Neben dem Anbau von Früchten besitzt Afikim 400 Milchkühe.
Das Elektronikunternehmen SAE ist für die Herstellung von sogenannten Kalnoʿim (Elektromobile) zuständig und ist in diesem Bereich einer der größten Anbieter am Weltmarkt.
Im Jahre 1980 wurde der Kibbuz von einer Wirtschaftskrise getroffen und musste damals zu großen Teilen privatisiert werden. Des Weiteren hat das Molkereiunternehmen Afimilk, das für die Milchversorgung ganz Israels zuständig ist, seinen Sitz in Afikim.
Afimilk ist ebenfalls Monopolist im Erbauen von Melkanlagen bzw. Melkställen und exportiert diese ebenfalls in andere Länder wie zum Beispiel Weißrussland.
2010 verkündete Afimilk einen Großauftrag mit Vietnam, betreffend die Produktion von 500.000 Liter Milch pro Tag, was 40 % des momentanen Bedarfs von Vietnam entspricht.

## Bekannte Personen
- Leo Roth (1914–2002), Maler[10]